# Demokratikus Szocializmus Pártja
A Demokratikus Szocializmus Pártja (németül: Partei des Demokratischen Sozializmus, rövidítése: PDS) egy németországi baloldali, demokratikus szocialista párt volt, amely a volt NDK területén volt aktív. Az NDK állampártjának, a Német Szocialista Egységpártnak az utódpártja, ami 1990 és 2007 között működött. A párt 2005-ben felvette Die Linke-PDS nevet, majd 2007 júniusában a Munka és Szociális Igazság Párttal együtt egyesült és létrejött a Baloldali Párt.

## Ideológiája

### Gazdaság- és társadalompolitika
A párt az éves munkaidő csökkentését és a túlórák megszüntetését tűzte ki célul. Az első németországi párt, amely a minimálbér létrehozását követelte Németországnak. Fontosnak tartja a nagyvállalatokra a progresszív adórendszer kivetését illetve a felső osztály megadóztatását is fontosnak tartották, ennek megfelelően támogatták a vagyonadó bevezetését.

### Nyugdíj és egészségügy
Az egészségügyben a szolidáris polgári biztosítást vezették volna be, amibe mindenki beletartozna jövedelmi besorolástól függetlenül. A hozzáadott érték adót a polgári biztosítás rendszerébe integrálnák. A párt fontosnak tartotta a kannabisz legalizálását. Egy 2004-es felmérés szerint a párt választóinak 60%-át a nyugdíjasok tették ki.

### Oktatáspolitika
A párt ellenezte a hallgatói tandíjak (Studiengebühr) fizetését. Támogatták, hogy a két illetve hárompilléres oktatási rendszer helyett a vegyes iskola (Gemeinschaftsschule) rendszere jöjjön létre, aminek lényege, hogy 10. osztályig a diákok együtt tanulnának.

## Fordítás
- Ez a szócikk részben vagy egészben  a   Partei des Demokratischen Sozialismus című német Wikipédia-szócikk ezen változatának fordításán alapul.  Az eredeti cikk szerkesztőit annak laptörténete sorolja fel. Ez a jelzés csupán a megfogalmazás eredetét és a szerzői jogokat jelzi, nem szolgál a cikkben szereplő információk forrásmegjelöléseként.